# Центр наследия Менахема Бегина
Центр наследия Менахема Бегина (ивр. מרכז מורשת מנחם בגין‎) — государственный центр наследия Менахема Бегина, шестого премьер-министра Израиля, лауреата Нобелевской премии мира.
Он расположен в центре Иерусалима, откуда отрывается вид на гору Сион и стены Старого города.
В центр входят музей М. Бегина, архивы, научно-исследовательский институт и археологический сад.
Решение о его создании было принято 28 марта 1998 года Кнессетом в качестве закона об увековечивании памяти Менахема Бегина и создании государственного центра его наследия как научно-исследовательского института по изучению истории борьбы за независимость Израиля, его будущей безопасности и развития.
Центр был официально открыт премьер-министром Ариэлем Шароном 16 июня 2004 года.

## Музей
Музей рассказывает о жизни Менахема Бегина, начиная с его детства в Польше, деятельности в качестве командира Иргуна, лидера оппозиции в Кнессете, и премьер-министра государства Израиль.
Экспозиция музея включает использование мультимедийных экспонатов, в том числе, исторические реконструкции и постановки, документальные видео материалы, использование экспонатов с сенсорными экранами и презентаций с объёмным звуковым сопровождением.
Библиотека центра содержит книги по различным направлениям исследований, связанных с музеем, а также — книги из личной библиотеки Менахема Бегина.

## Архивы

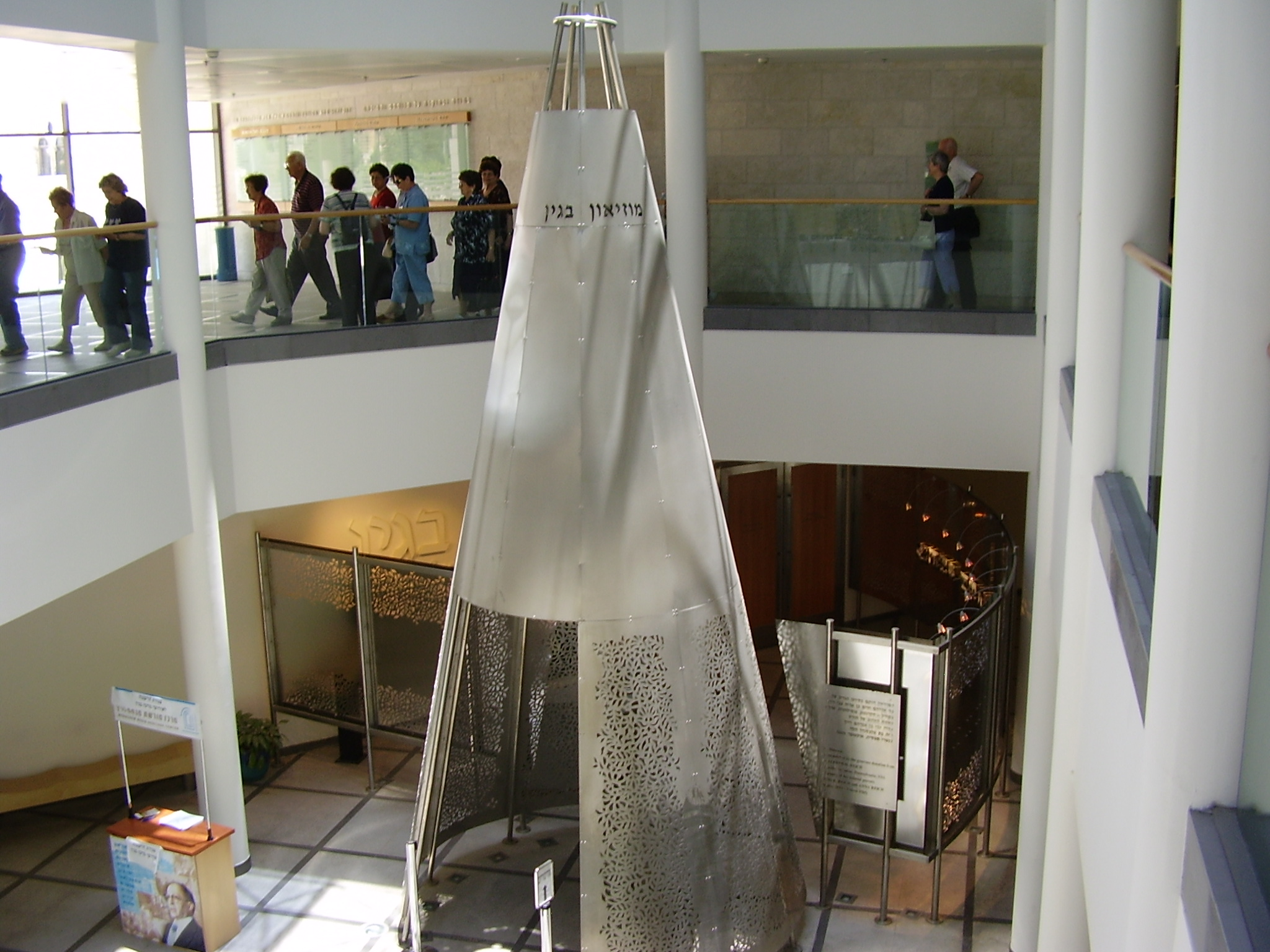
Внутренние залы Центра памяти М. Бегина

В архивах Центра собраны исторические материалы, непосредственно связанные с жизнью и деятельностью М. Бегина; они являются частью Государственного архива Израиля.

## Исследования и образование
Научно-исследовательский институт Центра проводит и спонсирует конференции, лекции и коллоквиумы в сотрудничестве с университетами и другими исследовательскими центрами. Им учреждена ежегодная премия, известная как «Премия Бегина», которой награждаются люди или организации за особые заслуги и деятельность на благо государства Израиль или еврейского народа.
Центр проводит различные программы и туры для студентов, солдат и молодежи, в том числе и из-за заграницы. Одна из программ, так называемый «Малый Кнессет», предназначена для школьников средних школ и посвящена изучению гражданского общества и парламентской системы Израиля

## Археологический сад
В археологический саду Центра представлены экспонаты, датирующиеся периодом, начиная с Первого Храма, в том числе древние пещерные захоронения, в которых были найдены серебряные свитки, содержащие танахическое Аароново благословение на древнем иврите.